# Свежава
Свежава (пол. Świerzawa, нем. Schönau) — город в Польше, входит в Нижнесилезское воеводство, Злоторыйский повят. Имеет статус городско-сельской гмины. Занимает площадь 1,76 км². Население 2474 человек (на 2004 год).англ. 

## Галерея

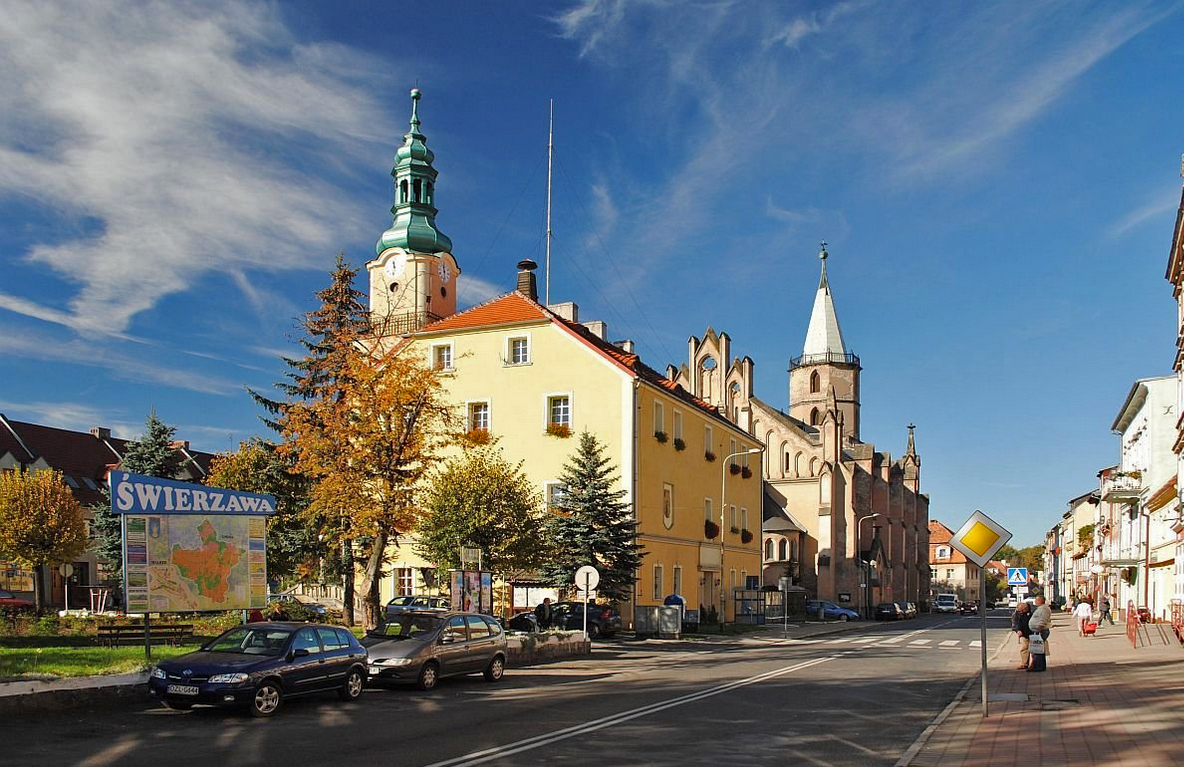
Ратуша
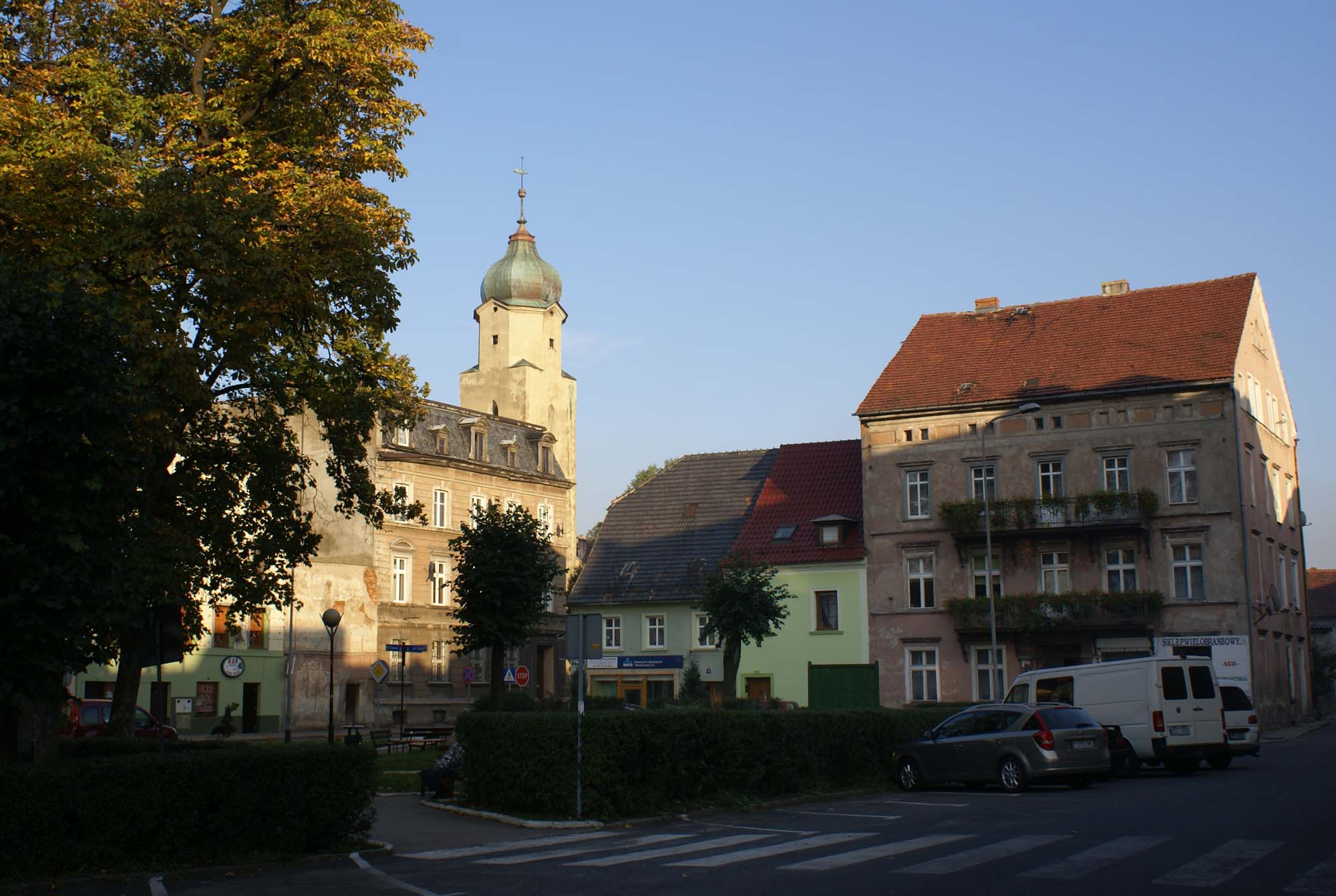
Дома в центре города
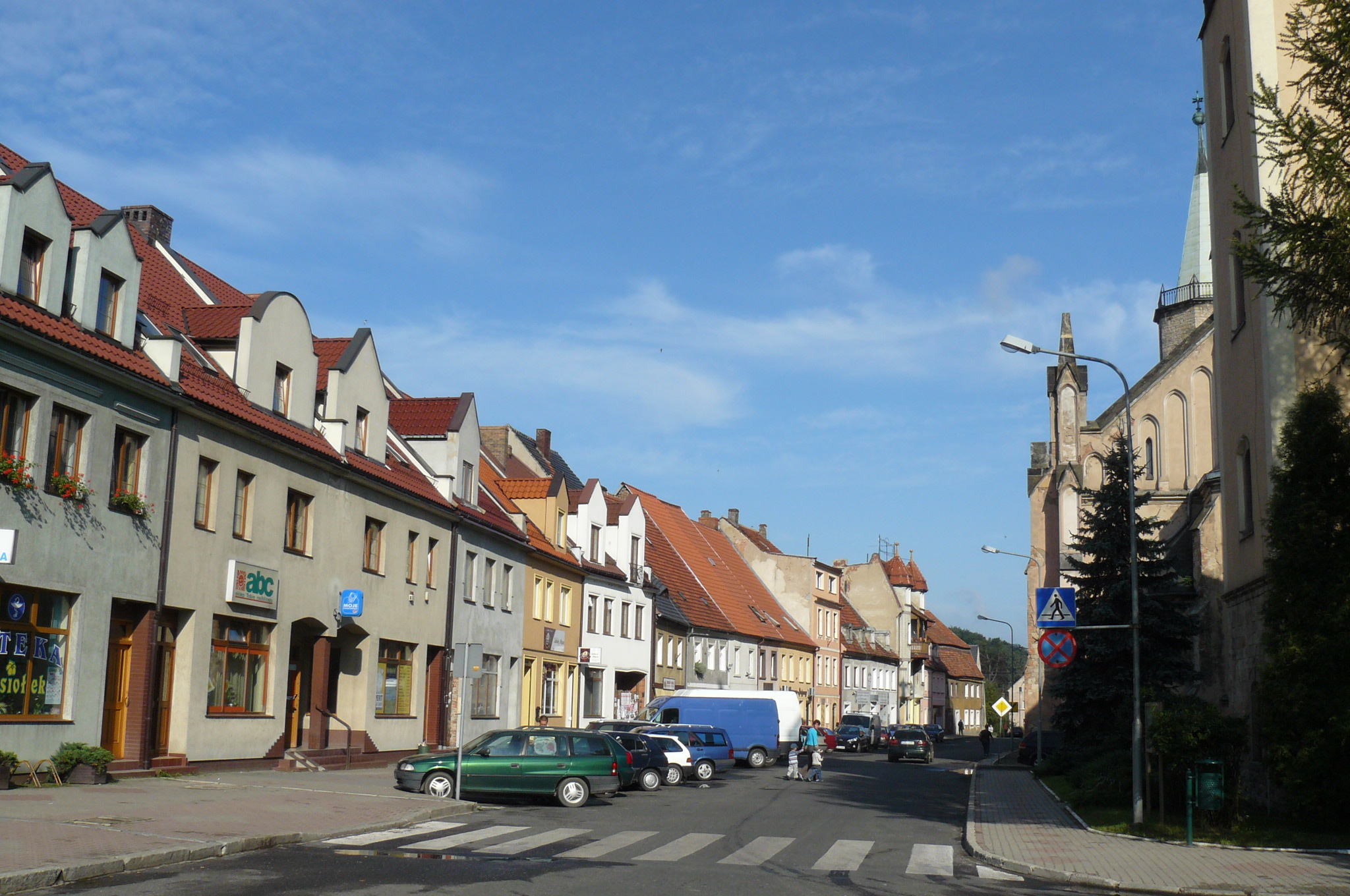
Рыночная площадь
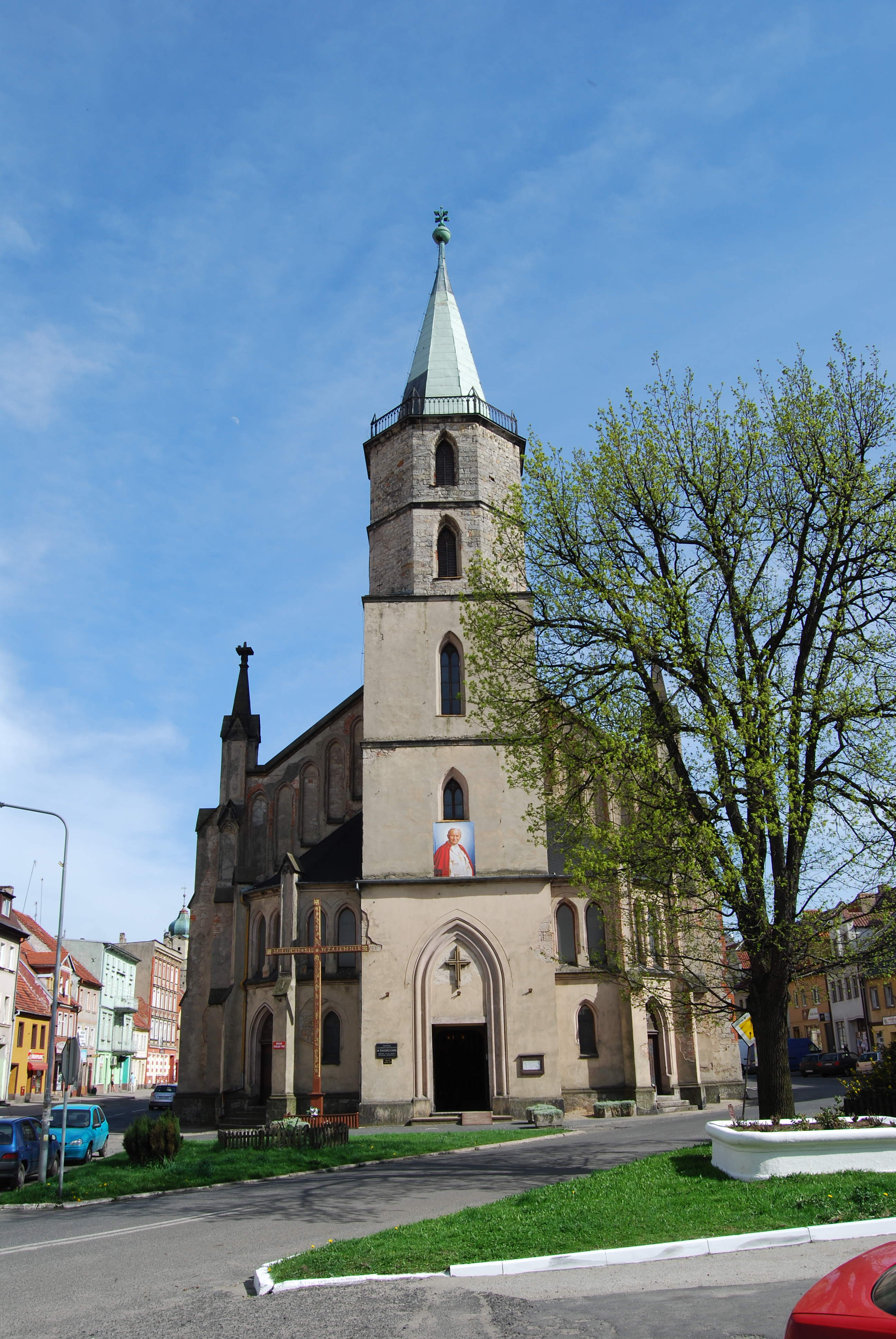
Лютеранская церковь
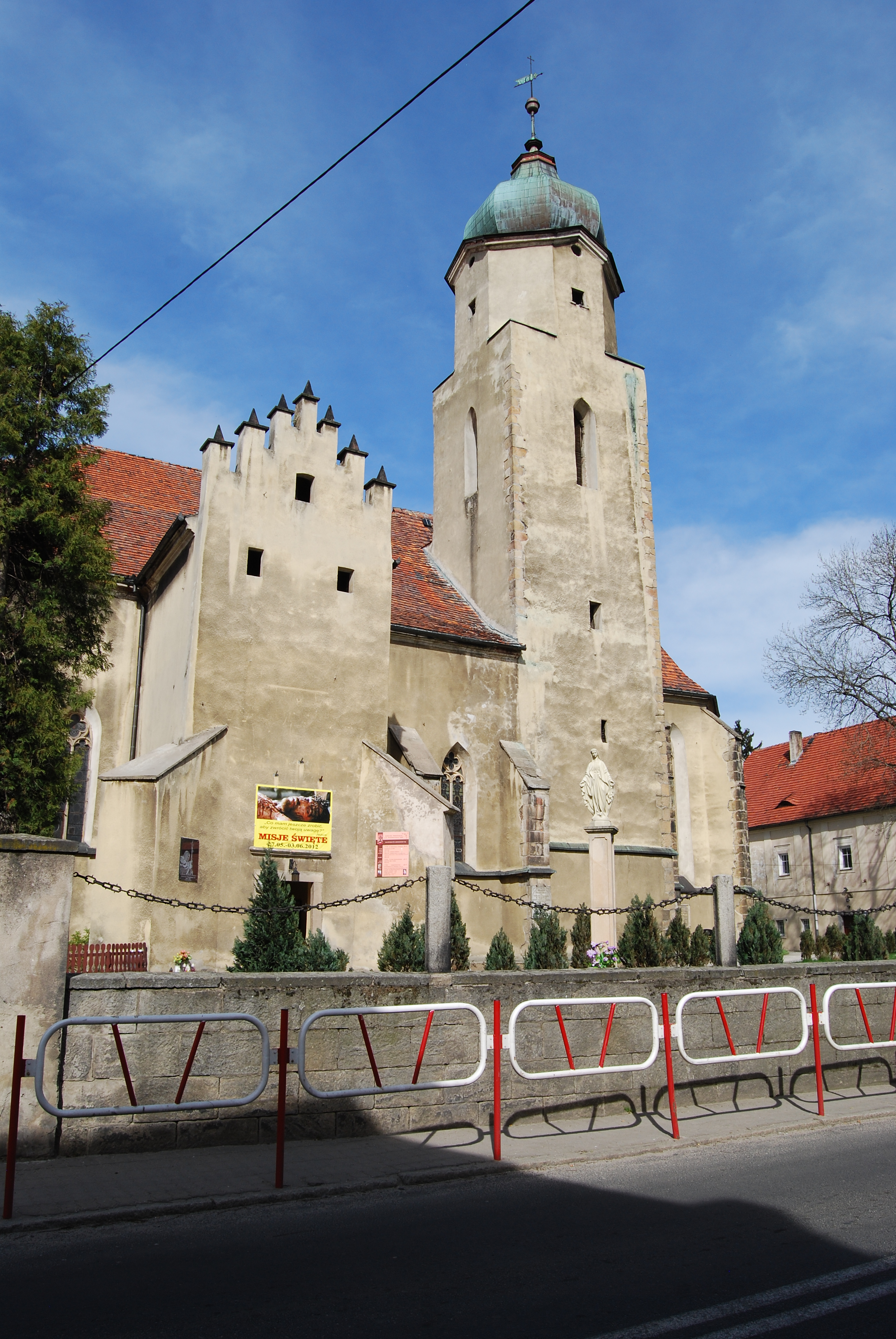
Церковь 14 века
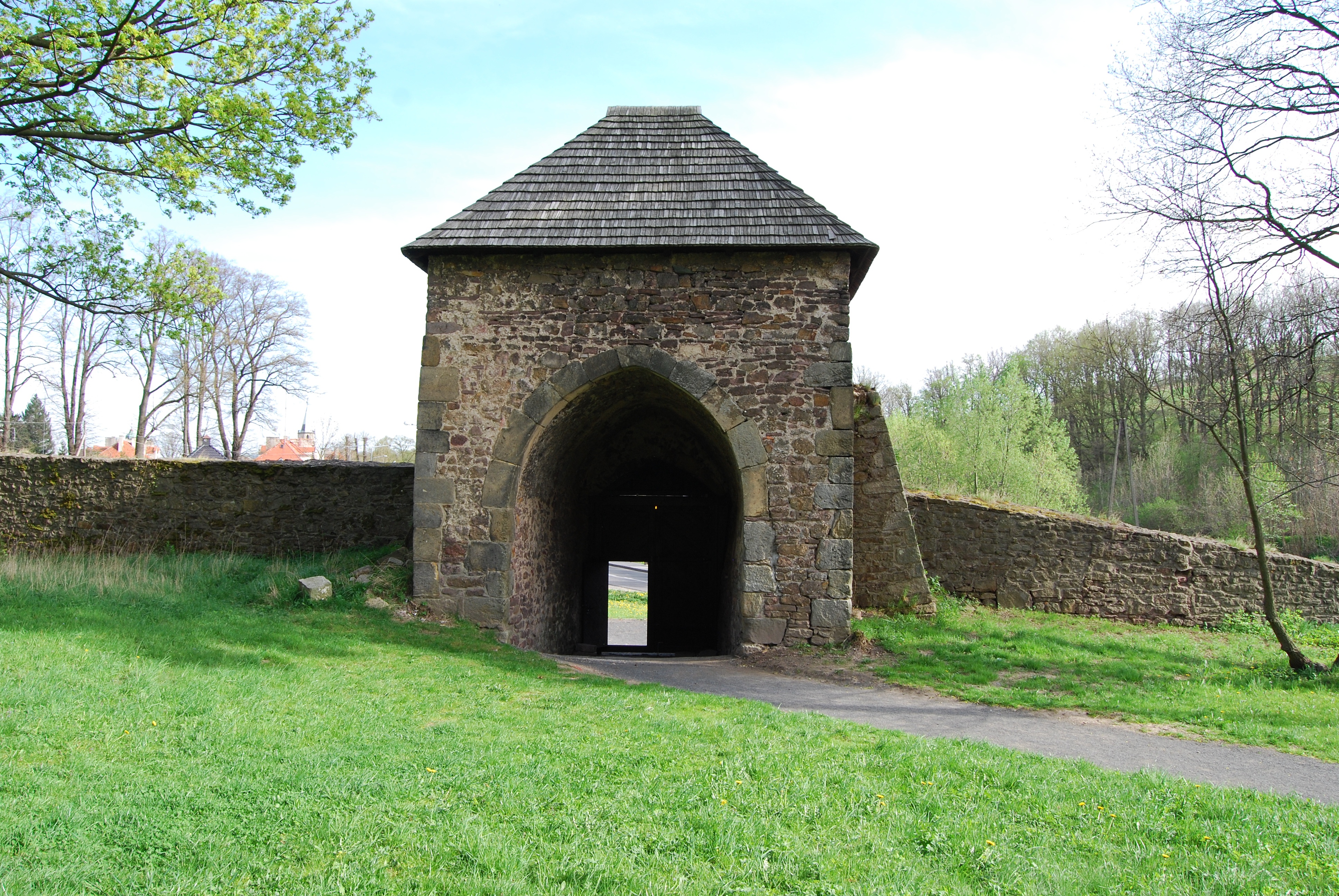
Старинные ворота и стены
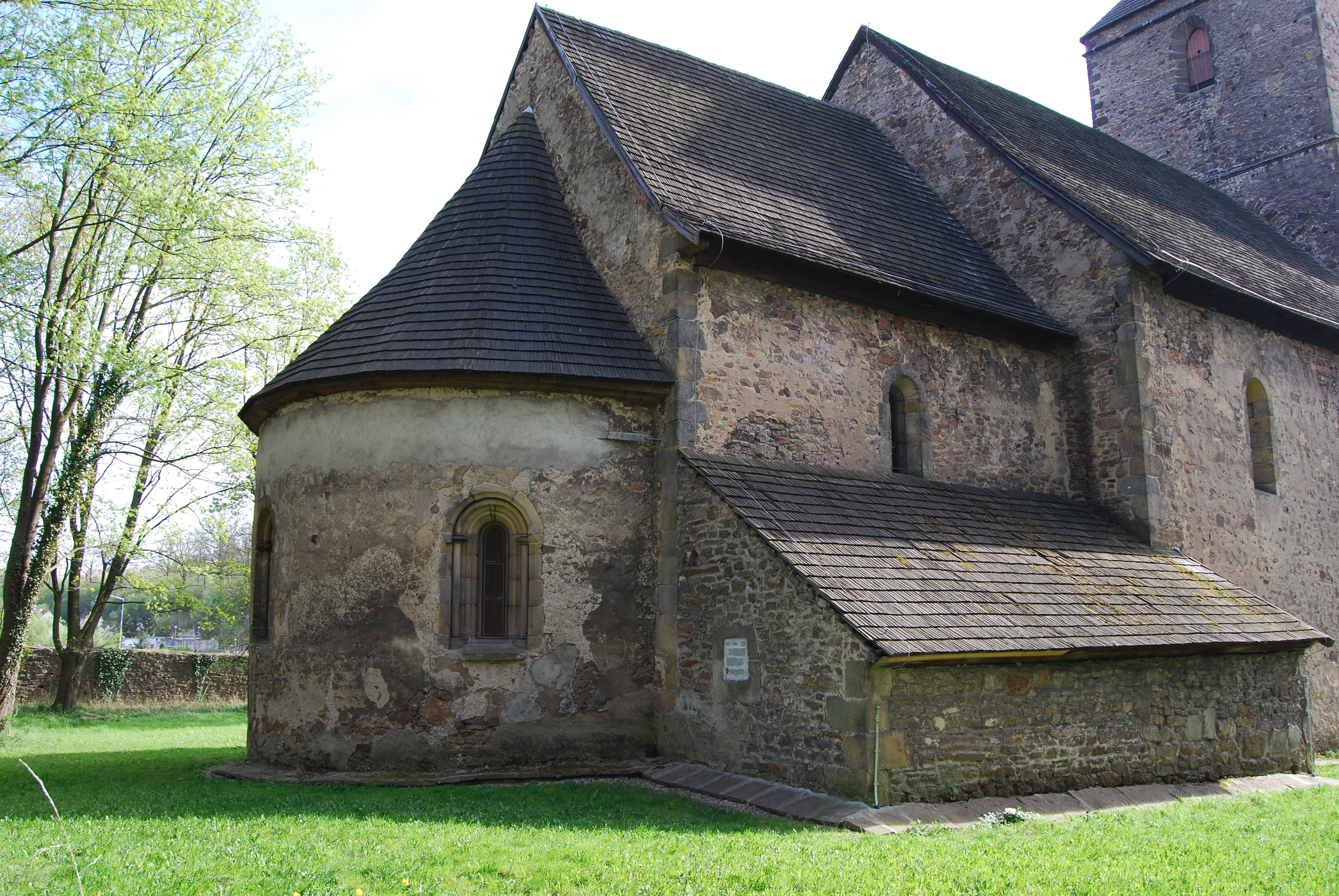
Часовня 13 века
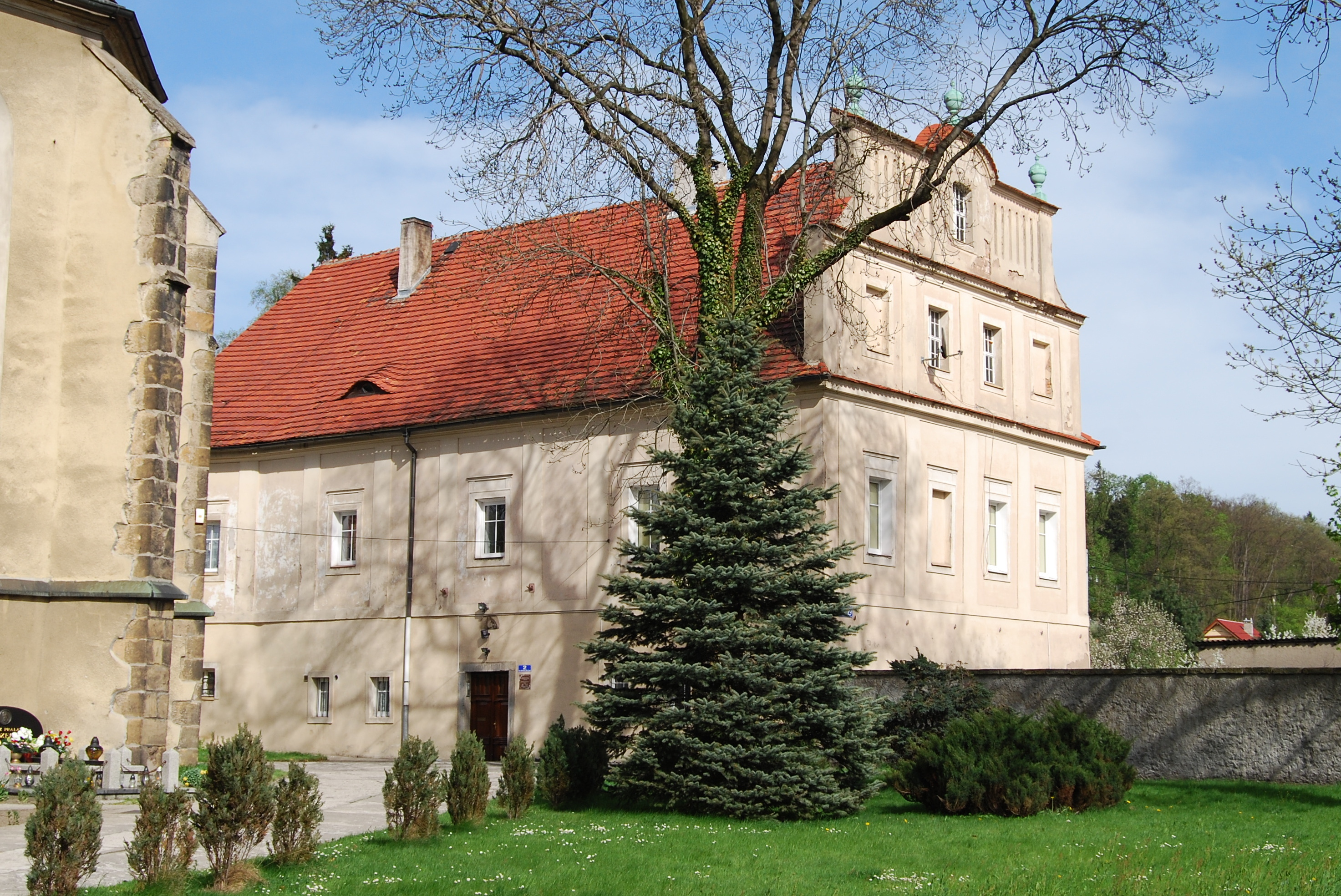
Старинный дом
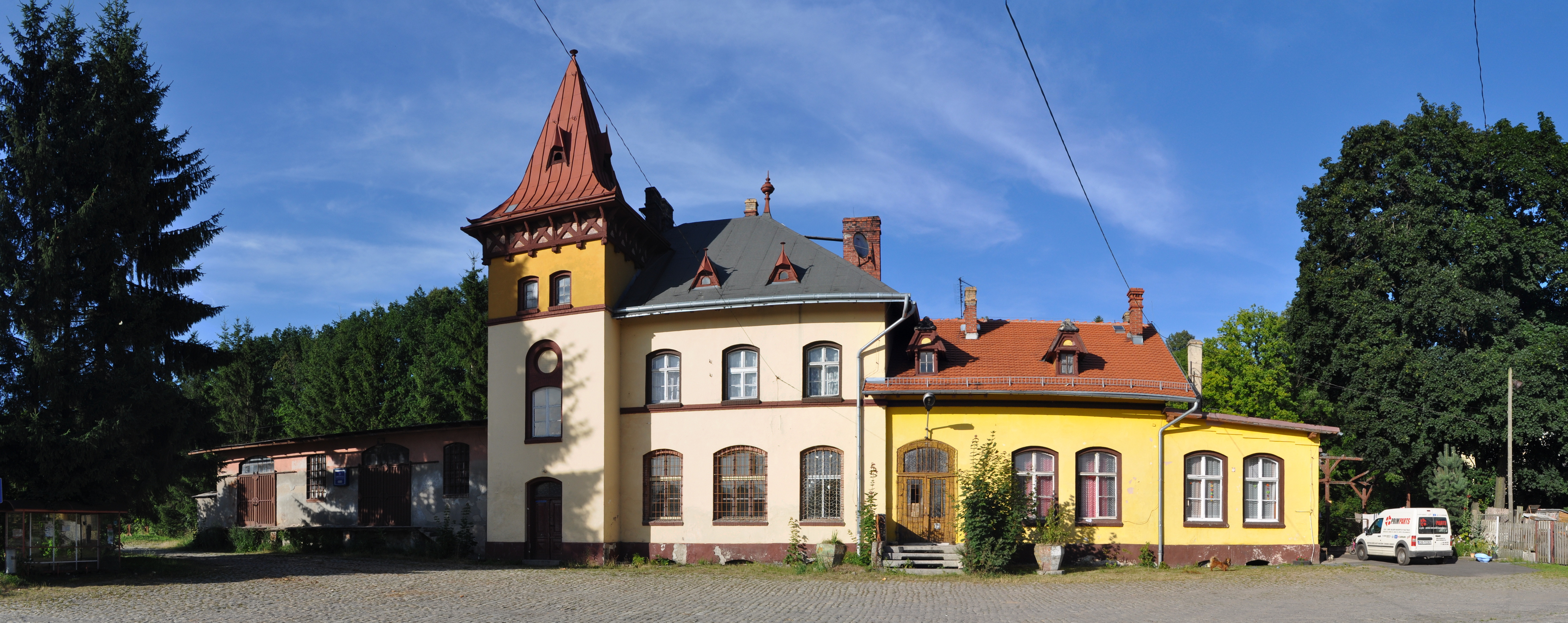
Вокзал